# 宝塚ジャポニズム
『宝塚ジャポニズム ~序破急~』は2012年の宝塚歌劇団の作品。併演は『めぐり合いは再び2nd』、『Étoile de TAKARAZUKA』。

## 概要
日本芸能の原点、能楽の基礎である「序破急」を取り入れたレビュー。

## 出演
- 松本悠里（専科）
- 柚希礼音
- 夢咲ねね
- 紅ゆずる
- 真風涼帆

- 他、宝塚歌劇団星組[2]

## スタッフ
- 作・演出:植田紳爾